# FDT
FDT (Fuck Donald Trump) è un singolo di protesta del rapper statunitense YG in collaborazione con il rapper Nipsey Hussle, pubblicato il 30 marzo 2016 su etichette 400, CTE e Def Jam come secondo singolo estratto dall'album Still Brazy di YG.

## Descrizione
Il brano è una forte critica provocatoria alle idee e politiche di Donald Trump, all'epoca candidato alla presidenza per il partito repubblicano in occasione delle elezioni presidenziali statunitensi del 2016.

## Registrazione e produzione
La traccia è stata registrata in circa un'ora ed è stata ispirata dall'esperienza positiva di Hussle nell'aver lavorato con gli immigrati messicani negli Stati Uniti. Il brano inizia con i sound bites che parlano di diversi manifestanti neri che sono stati espulsi da una manifestazione di Trump a Valdosta. La traccia contiene un campione di Somethin' To Ride To (Fonky Expedition) dei The Conscious Daughters.
Secondo YG, i servizi segreti statunitensi hanno tentato di fermare l'uscita dell'album a causa del contenuto lirico di questa canzone, ma non senza successo, sebbene una parte della traccia sia stata "cancellata" prima della pubblicazione. YG ha considerato di eliminare il brano dall'album, ma è stato convinto dal produttore Steve-O Carless a non scartarlo.

## Video musicale
Nell'aprile 2016, la polizia di Los Angeles ha interrotto le riprese video della canzone girate all'angolo tra Crenshaw Boulevard e 71st Street. Non ci furono arresti e un portavoce della polizia in seguito disse che non c'era alcuna prova di violenza. Il filmato del raid della polizia è stato incluso nella parte finale del videoclip.

## FDT, Pt.2
FDT, Pt.2 è il sequel / remix del singolo di YG. Il brano vede le partecipazioni di G-Eazy e Macklemore, ed è stato pubblicato il 5 agosto 2016 su etichetta Def Jam.

## Tracce
Download digitale
Testi e musiche di Keenon Jackson, Ermias Asghedom, Steven Carless, Samuel Ahana.
1. FDT (feat. Nipsey Hussle) – 3:46

Download digitale – Remix, Pt. 2
Testi e musiche di Jackson, Benjamin Haggerty, Gerald Gillum.
1. FDT, Pt. 2 (feat. Macklemore & G-Eazy) – 3:42

## Classifiche
| Classifica (2016)         | Posizione massima |
| ------------------------- | ----------------- |
| Stati Uniti               | 110               |
| Stati Uniti (R&B/Hip-Hop) | 50                |